# Glauc d'Argos
Glauc d'Argos (en llatí Glaucus, en grec antic Γλαῦκος, Glaukos) fou un escultor que conjuntament amb Dionís va fer unes estàtues dedicades per Mícit a Olímpia.
Glauc va fer les estàtues d'Ífit coronat per Ekekheria, la deessa de les treves, les d'Amfitrite, de Posidó i de Vesta, que Pausànies anomena "les ofrenes més grans de Mícit". Dionís, també segons Pausànies, "va fer les estàtues menors".